# Maznik
Maznik en albanais et Maznik en serbe latin (en serbe cyrillique : Мазник) est une localité du Kosovo située dans la commune/municipalité de Deçan/Dečani, district de Gjakovë/Đakovica (Kosovo) ou de Pejë/Peć (Serbite). Selon le recensement kosovar de 2011, elle compte 447 habitants.

## Démographie

### Évolution historique de la population dans la localité
| 1948 | 1953 | 1961 | 1971 | 1981 | 1991 | 2011 |
| ---- | ---- | ---- | ---- | ---- | ---- | ---- |
| 385  | 409  | 464  | 508  | 560  | 563  | 447  |

|  |

### Répartition de la population par nationalités (2011)
En 2011, les Albanais représentaient 99,11 % de la population.